# Hohnsen 36 (Hildesheim)

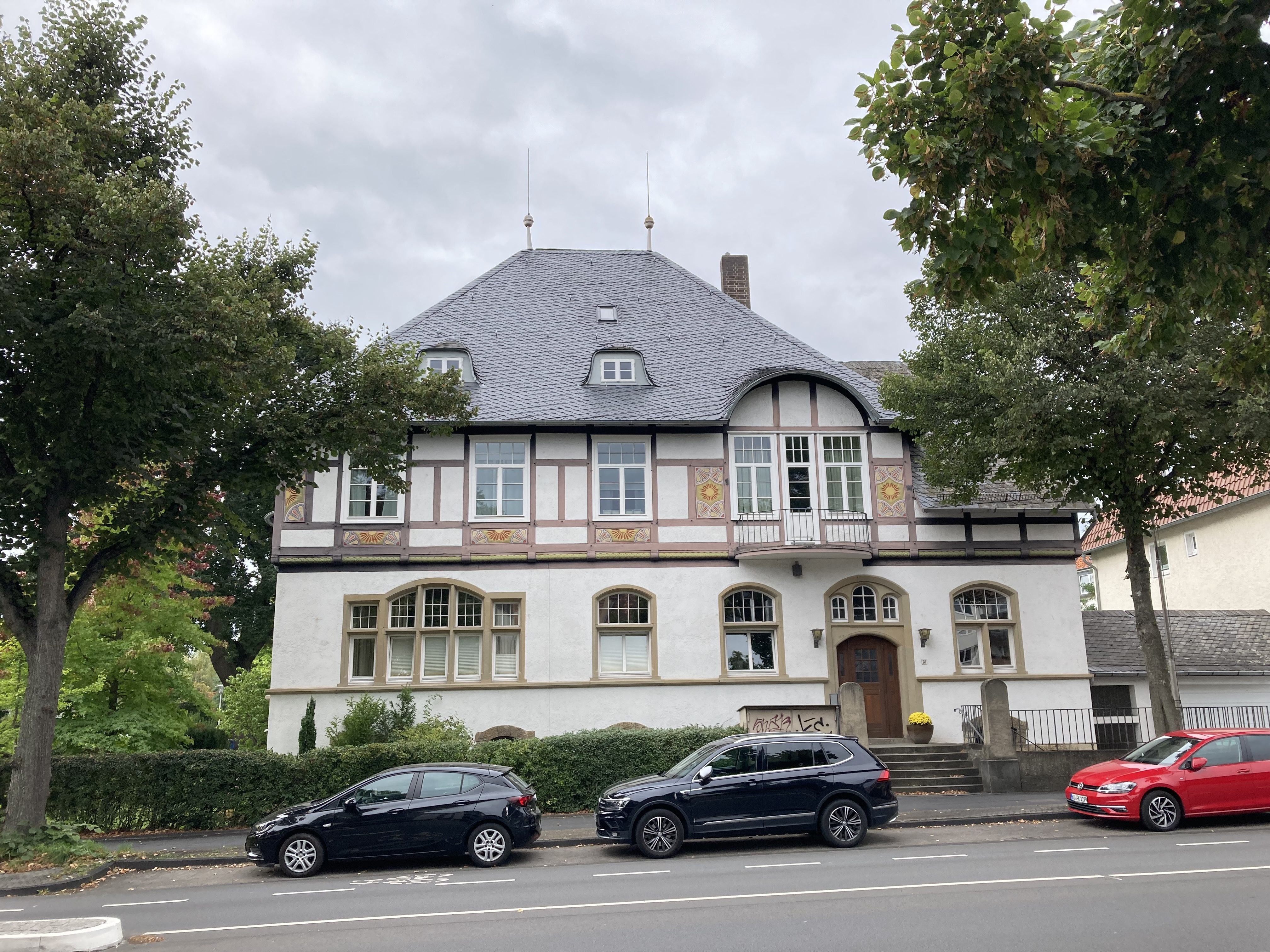
Haus Becker von Osten betrachtet

Das als Haus Becker bekannte Gebäude mit der Adresse Hohnsen 36 in Hildesheim ist ein denkmalgeschütztes Wohnhaus. Es wurde im Jahr 1906 fertiggestellt und ist ein Werk des hannoverschen Architekten Karl Börgemann, der ein Schüler von Conrad Wilhelm Hase war. Mit der Gestaltung dieses Gebäudes, welches für den Direktor des städtischen Krankenhauses geplant wurde, bekannte sich Börgemann zur Moderne und entfernte sich von den Prinzipien der Hannoverschen Schule. Die dekorativen Elemente des Fachwerks bilden Anklänge an den Heimatstil. Der Bau ist zweigeschossig, wobei das untere Geschoss in massivem Mauerwerk, das obere in Fachwerkbauweise ausgeführt ist. Weitere Elemente am Gebäude sind das Krüppelwalmdach und ein halbrunder Erker, der turmartig ausgeprägt ist, an der südlichen Fassade. Im Jahr 1950 wurde das Innere des Hauses neu gegliedert. Seitdem befinden sich im Gebäude drei Wohnungen. Außerdem wurde eine zweigeschossige Halle geschlossen.